# هوستوت
هوستوت (به مجاری:  Hosztót) یک شهرداری در مجارستان است که در وسپرم واقع شده‌است. هوستوت ۷٫۲۷ کیلومتر مربع مساحت و ۹۸ نفر جمعیت دارد.